# Fore, Father
Fore Father (titulado Antepasado en España y Se busca padre en Hispanoamérica) es el vigesimoprimero y último episodio de la segunda temporada de la serie Padre de familia aparte de ser el último en emitirse antes de la cancelación de la serie, hasta que volvió a emitirse hasta el 2002 cuando volvió a ser cancelada. 

## Argumento
Cuando Lois pide a su familia que le ayude con la limpieza general Peter deja la casa hecha un desastre cuando prueba un método poco ortodoxo. Enojada, Lois le pide que se vaya. Aprovechando que tiene tiempo libre y ver como sus amigos se van de camping decide llevarse a Chris y se apunta con ellos. Ya en el camping, los dos descubren que Peter tiene a su hijo malcriado, para demostrarles lo contrario, su padre decide ponerle a cargo de la vigilancia del camping mientras se van de pesca. Sin embargo al volver descubren que Chris ha estado holgazaneando y unos mapaches se han llevado la comida. Peter admite ser un mal padre y entra en profunda depresión hasta que Lois le sugiere que para que aprenda a ser responsable le debería conseguir algún trabajo. 
Al día siguiente le consigue trabajo en un campo de golf como recogepelotas, no tarda pues en convertirse en una atracción para los golfistas, ya que todos quieren darle de lleno. De pronto Peter empieza a interesarse en Cleveland Jr. al que ve como un futuro profesional al ver como es capaz de lanzar una bola a 300 metros por lo que reta a Cleveland a que es capaz de conseguir que su hijo sea un campeón a pesar de tener hiperactividad. Chris no tarda en sentirse desplazado. Cuando Quagmire descubre a Chris tan deprimido decide encargarse y pasar el tiempo con él, aunque ambos se divierten, Chris no deja de pensar en su padre. Finalmente, Quagmire lleva al joven a un bar de estriptis en el que una estríper le ve deprimido, cuando le explica la situación con su padre, esta le responde que parte de ser mayor es que los adultos no son perfectos como creen ser y le pide que le de una oportunidad a su padre.
Tras apuntar a Cleveland Jr. a un torneo, el cual están a punto de ganar a Peter se le tuercen las cosas cuando su pupilo empieza a patear la bola y corre fantaseando que es Pelé. Cleveland Padre le sugiere que debería ocuparse mejor de su hijo. A la noche, Peter sigue jugando solo hasta que se encuentra con su hijo, el cual tira al otro extremo reconciliándose en ese momento mientras ambos tiran en dirección opuesta.
Por otro lado, Brian se enfurece con Stewie al ver que le ha destrozado sus libros. Cuando Stewie huye hacía su madre fingiendo temor, Lois le regaña el haber asustado a Stewie. Antes de llevárselo, Brian jura vengarse, mientras tanto, Lois lleva a su hijo al hospital a que le den su primera vacuna. 
De vuelta a casa, Lois le entrega a Brian algunos libros de Peter (todos relacionados con Mr. T). En cuanto Stewie, Lois descubre que su hijo está teniendo fiebre a causa de las vacunas. Brian aprovecha el momento para vengarse por los libros y le hace creer que su madre le ha inyectado un suero de control mental. Durante el resto del episodio, Stewie empezará a tener alucinaciones hasta tal punto de no dejarse bañar por Lois quien le explica a Meg al preguntar por el nerviosismo de su hermano, esta le responde que está teniendo alucinaciones por la inyección.